# Браницкая, Роза Станиславовна
Графиня Роза Станиславовна Браницкая (урождённая графиня Потоцкая; пол. Róża z Potockich Branicka; 1780, Тульчин — 20 декабря 1862, Париж) —  аристократка и художница-любительница польского происхождения, кавалерственная дама российского ордена Святой Екатерины меньшого креста (1837). 

## Биография

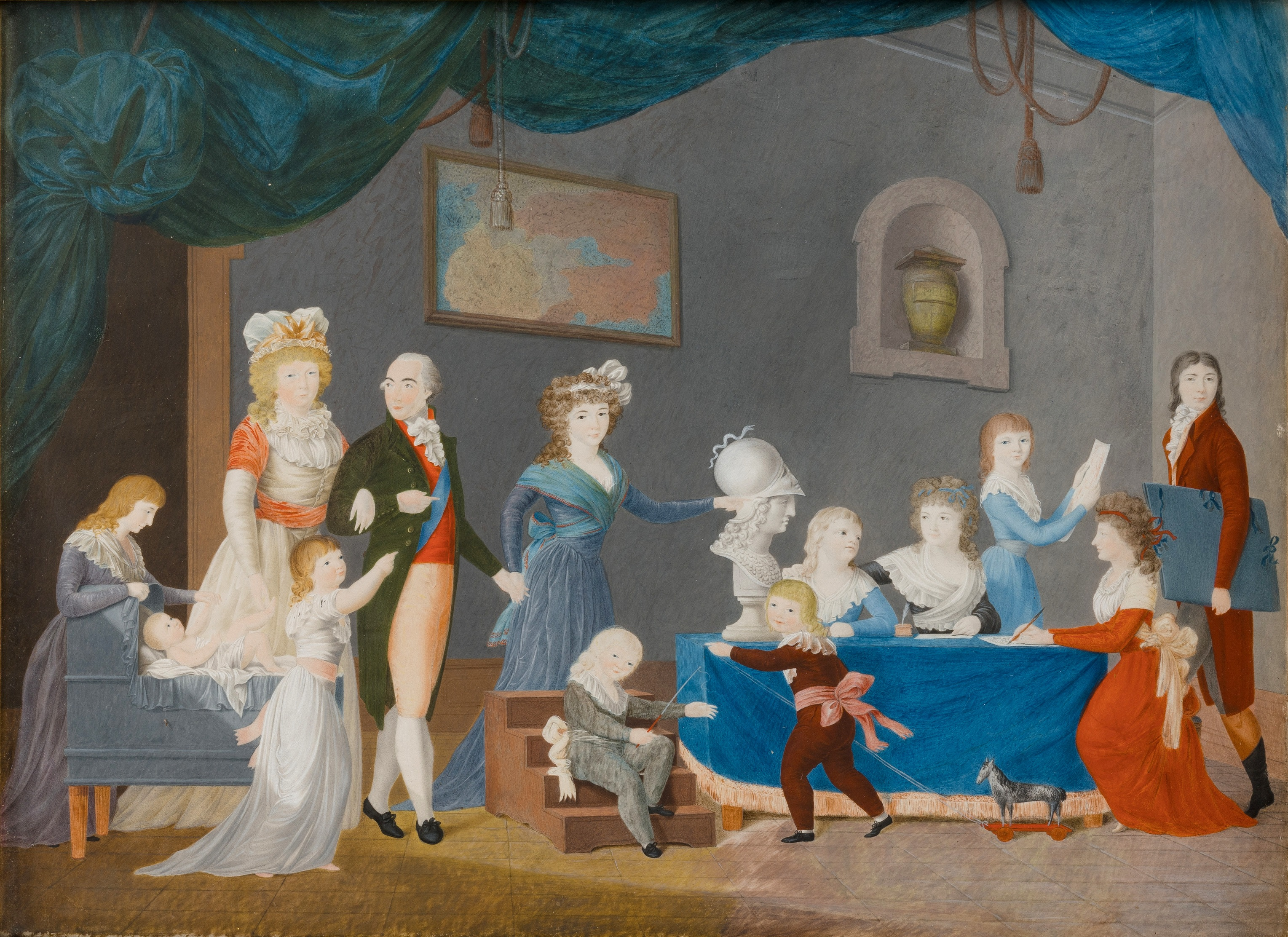
Неизвестный художник. Портрет Станислава Щенсного Потоцкого с женой и детьми.

Родилась в 1780 году в Тульчине. Дочь богатейшего польского магната графа Станислава Щенсного Потоцкого (1751—1805) и его супруги Юзефины (Жозефины) Амалии Мнишек (1752—1798).
Ее первый брак — с Антонием Потоцким (1780—1850), закончился разводом в 1812 году.
В этом браке родились:
- Владимир Станислав Потоцкий (1801—1820).
- Роза Потоцкая (1802—1862), с 1824 года жена графа Андрея Замойского.
- Пшемыслав Потоцкий (1805—1847).

Второй раз она вышла замуж за генерал-майора Русской императорской армии, обер-шенка Высочайшего двора Владислава Ксаверьевича Браницкого (1783—1843). В этом браке родилось семь детей, четыре сына и три дочери:
- Ксаверий (1816—1879) — деятель радикального крыла польской эмиграции в Париже.
- Александр (1821—1877) — путешественник (занимался также финансированием научно-исследовательских путешествий), энтомолог, ботаник, коннозаводчик; за финансирование Польского восстания (1863—1864) был выслан из России.
- Константин (1824—1884) — путешественник (занимался также финансированием научно-исследовательских путешествий), археолог, коллекционер.
- Владислав-Михаил (1826—1884) — камер-юнкер императорского двора, предводитель дворянства Васильковского уезда Киевской губернии; скончался в Париже.
- Елизавета (1820—1876) — художница, в первом браке замужем за польским поэтом графом Зыгмунтом Красинским, во втором — за графом Людвигом Красинским.
- Софья (1821—1886) — замужем за князем Одескальки.
- Екатерина (1825—1907) — замужем за графом Адамом Потоцким.

Как и супруг, долгое время находилась при императорском дворе в Санкт-Петербурге, в 1837 году была награждена ордена Святой Екатерины меньшого креста. После смерти мужа (1843) эмигрировала во Францию к сыну Ксаверию, антироссийскую деятельность которого финансировала. Во Франции приобрела для семейного пользования замок Монтрезор.
Увлекалась рисованием и рукоделием. В она, вероятно, принимала участие в семейном вышивании знамен, которые были подарены королю Польши Станиславу Августу Понятовскому во время его визита в Тульчин, когда он возвращался со встречи с императрицей Екатериной II (1787). Сохранилось несколько выполненных ею акварелей, жанровых и портретных, в том числе «Портрет Софии Жолтовской» и «Портрет Бернарда Потоцкого» в коллекции Национального музея в Варшаве.
Скончалась в 1862 году в Париже и была первоначально похоронена поблизости от замка Монтрезор.

### АкварелиРозы Браницкой

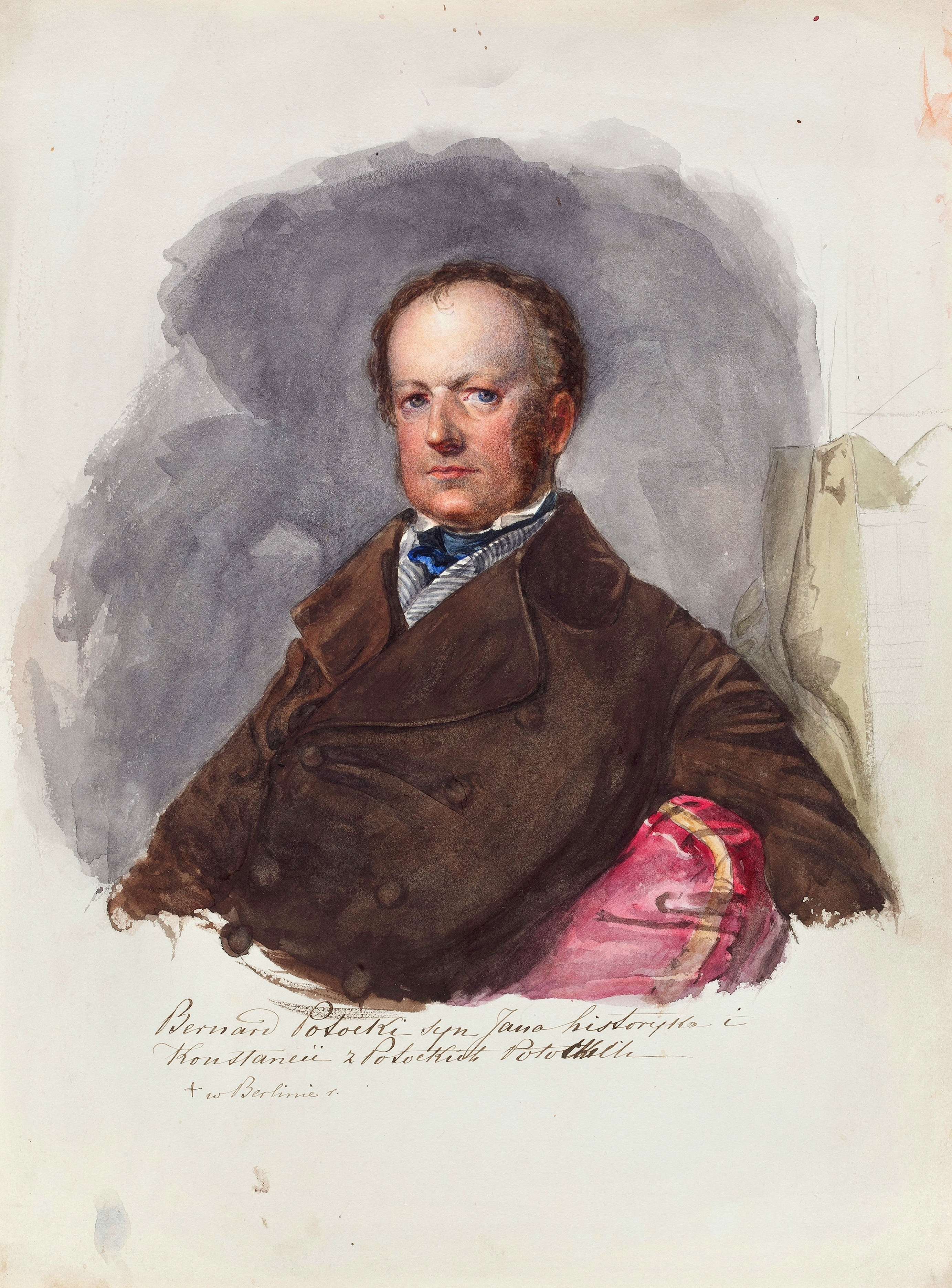
Портрет Бернарда Потоцкого. Около 1850, Национальный музей (Варшава)
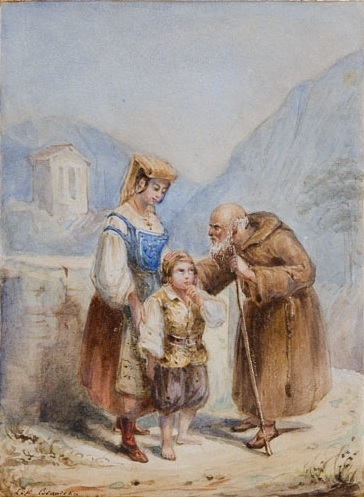
Дорожная сценка (приписывается).
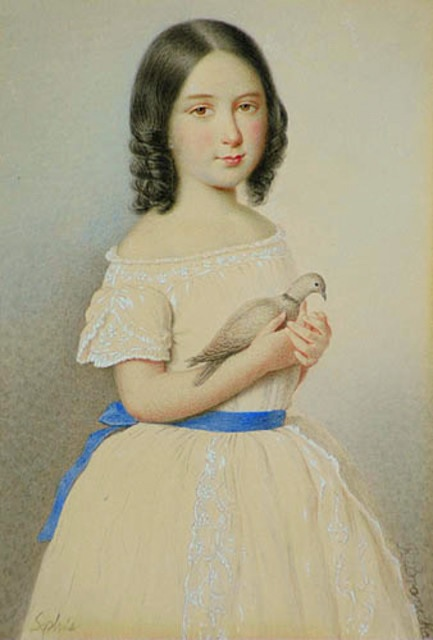
Портрет дочери Софии.
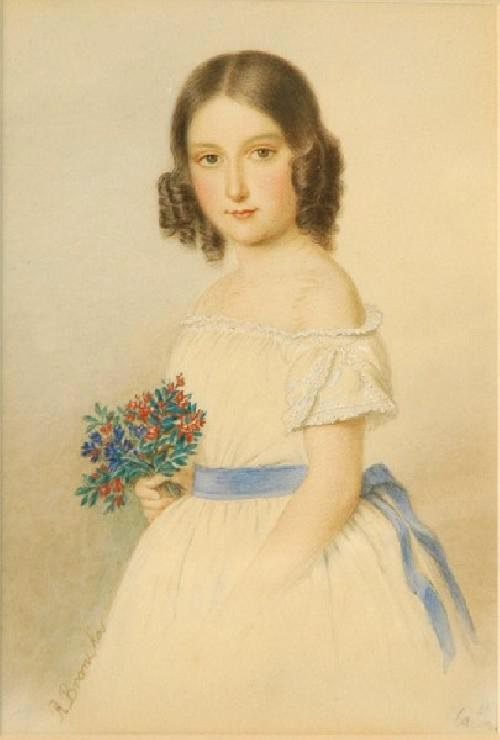
Портрет дочери Екатерины.